# シャトー・ド・ラ・モンターニュ
シャトー・ド・ラ・モンターニュ (フランス語: Château de la Montagne イタリア語: Casa di Montagna) またはド・ポワンシー・シャトー (フランス語: De Poincy Château)、シャトー・ド・ラ・フォンテーヌ (フランス語: Château de la Fontaine) は、セントクリストファー島（現セントクリストファー・ネイビス）セントピーター・バセテール教区に17世紀に存在した要塞型の宮殿。1640年代にフランスの総督フィリップ・ド・ロンヴィレール・ド・ポワンシーが建設したバロック様式のシャトーで、カリブ海で特に美しい邸宅の一つに数えられていたが、1689年の地震で崩壊した。

## 歴史
フィリップ・ド・ロンヴィレール・ド・ポワンシーは、フランスの勅許会社であるアメリカ諸島会社に属するセントクリストファー島総督で、聖ヨハネ騎士団員でもあった。1640年代前半、彼はラ・フォンテーヌと呼ばれていた地域を計11万リーブルで購入した。ここはセントクリストファー島の首都バセテールを見下ろす高台にあり、ポワンシーはここに自身の邸宅としてシャトー・ド・ラ・モンターニュを建設した。建設にあたり、フランス本国からレンガ職人や石工、石灰職人が呼び寄せられた。ラ・フォンテーヌは、100人の召使と300人ほどの奴隷によって管理されていた。
都市を経るにつれ、シャトー・ド・ラ・モンターニュでは城壁の外側でも内側でも防備の強化が進められ、兵器工場も増設された。当初シャトーのエントランスとされていた門は後に使われなくなり、代わりに強固な防衛施設で固められた東門が使われるようになった。要塞は50人の守備兵とブロンズ砲で守りを固められていた。
1660年にポワンシーが死去すると、シャトー・ド・ラ・モンターニュは聖ヨハネ騎士団の所有物となったが、おそらく1689年の地震で破壊された。現在では、泉や赤レンガなどわずかな痕跡を見ることができる。

## 建築

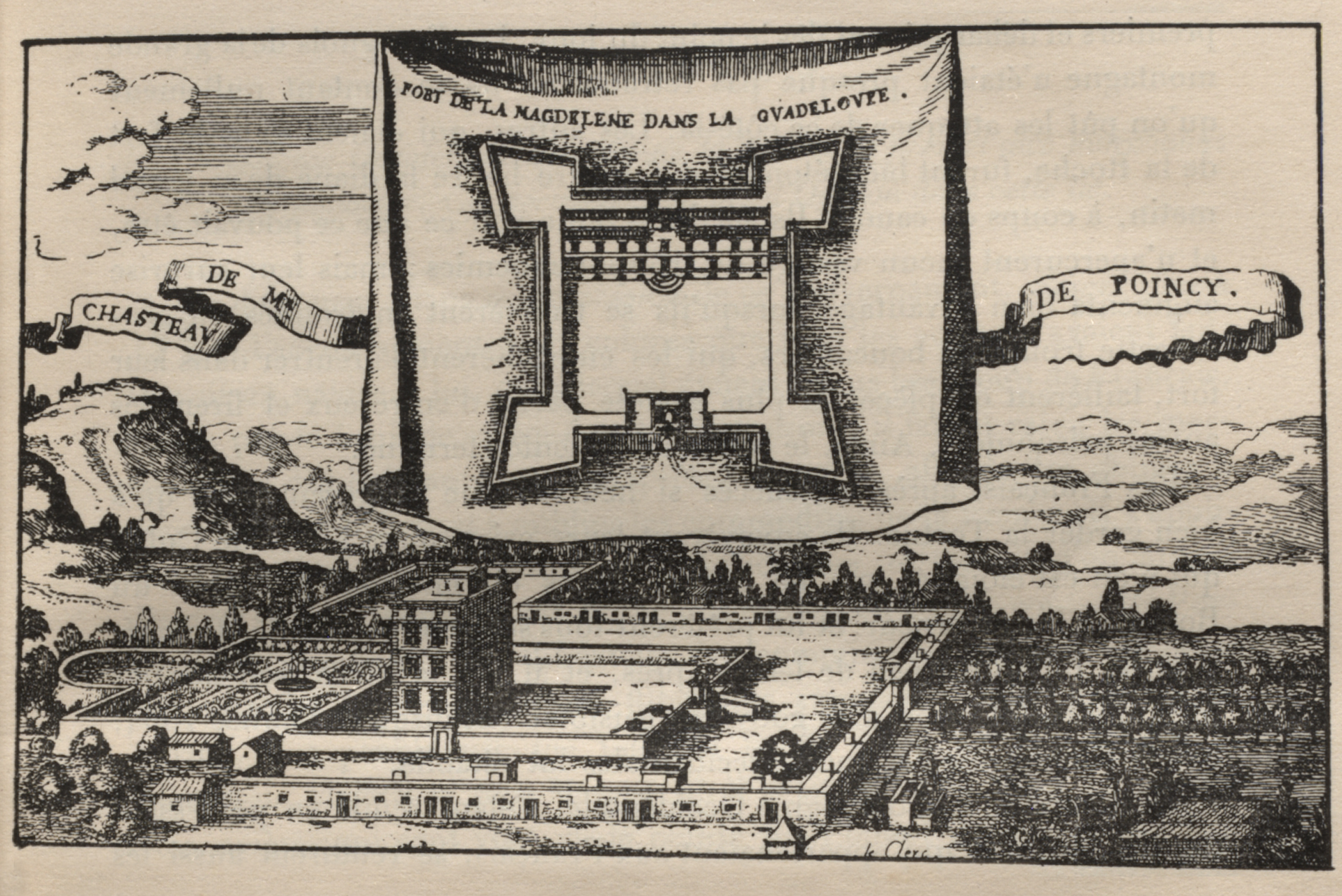
シャトー・ド・ラ・モンターニュ（下）と、グアドループに建設予定だったマドレーヌ要塞の計画図（上）。17世紀のエングレービング。

シャトー・ド・ラ・モンターニュは、ローマ系とフランス系のバロック建築が混合した様式を持ち、カリブ海で最も美しい邸宅の一つと見なされていた。建物は3階構造で、テラスと広大な中庭を有していた。内装も豪華で、いくつもの絵画や海図がかけられていた。またシャトーには、おそらくカリブ海地域で最古の、大規模な図書館があった。
シャトーの周囲は、城壁と濠がめぐらされていた。城壁には、教会やポワンシーの召使らの宿舎などが併設されていた。奴隷の宿舎は濠の外にあった。
シャトー内部には水源があり、敷地内はエキゾチックな花や植物、泉で彩られていた。この庭園の端には、馬小屋と豚小屋があった。